# John Rylands Library

John Rylands Library i Manchester grundades av Enriqueta Augustina Rylands till minne av sin avlidne make John Rylands. Huvuddelen av den ursprungliga samlingen utgjordes av de 40 000 böcker, varav många rariteter, som hade tillhört George Spencer, vilka inköptes av Enriqueta Augustina Rylands 1892.
Biblioteket öppnades för allmänheten den 1 januari 1900. Till samlingarna hör ett exemplar av Gutenbergs Bibel och många papyrusfragment och dokument från Nordafrika. Det mest betydelsefulla av dessa är Rylands Library Papyrus P52, det så kallade St John Fragment.